# McDonnell Douglas
La McDonnell Douglas è stata una delle più grandi aziende aerospaziali statunitensi. Nacque nel 1967 dalla fusione tra la McDonnell Aircraft Corporation e la Douglas Aircraft Company, anche se essenzialmente si trattò dell'acquisto della seconda da parte della prima: la Douglas, infatti, era sull'orlo della bancarotta.
Tra i prodotti di questa nuova società c'erano aeroplani militari e civili, razzi, mezzi spaziali, missili e componenti elettroniche e di elaborazione dati. Al tempo della fusione vi lavoravano 140.000 persone. La McDonnell Douglas divenne quindi una delle più importanti aziende aerospaziali americane, dopo la Boeing, la North American Aviation e la Lockheed Corporation. Nel 1997, a seguito di difficoltà economiche, la società venne acquistata dalla Boeing.

## Origini

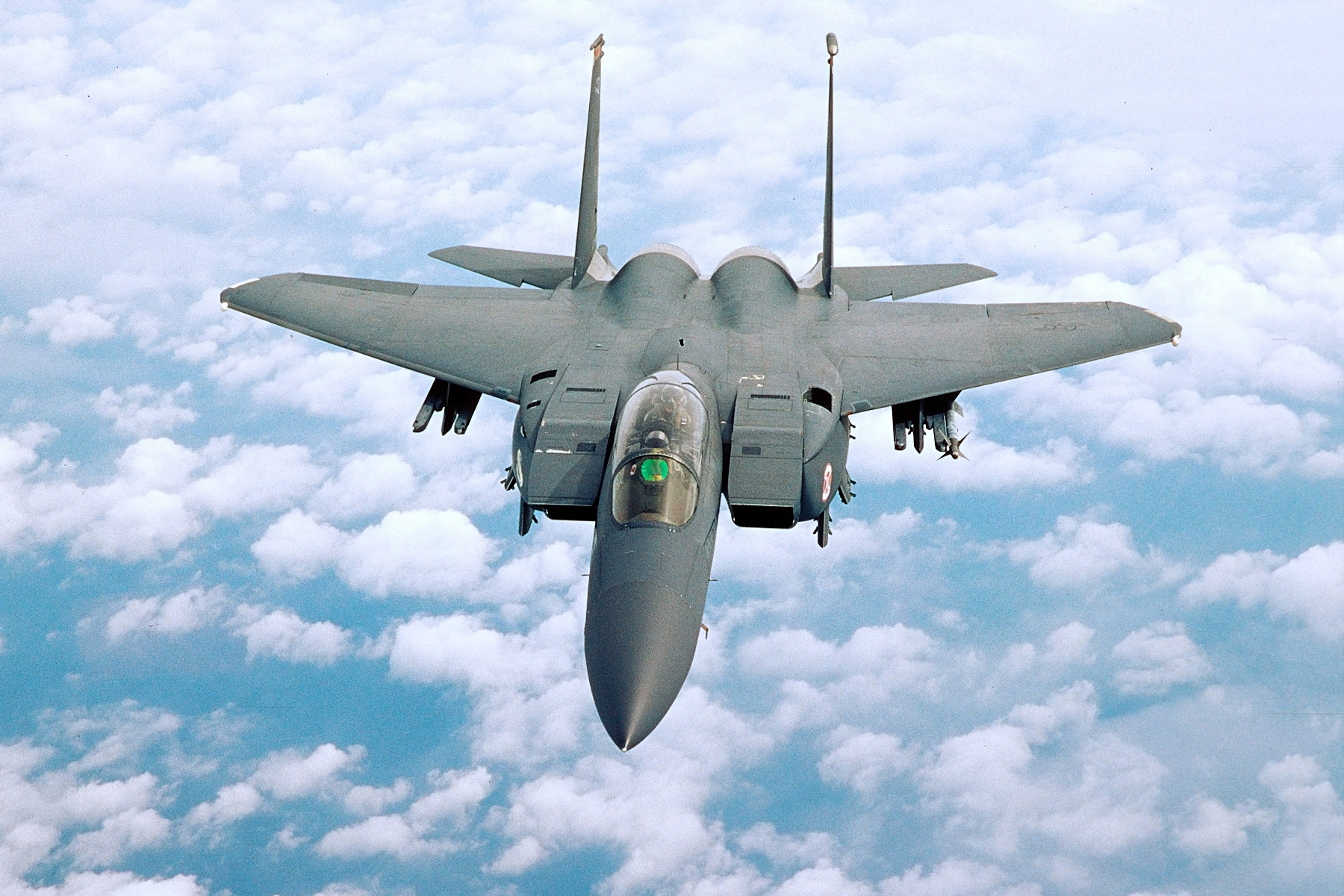
McDonnell Douglas F-15 Eagle

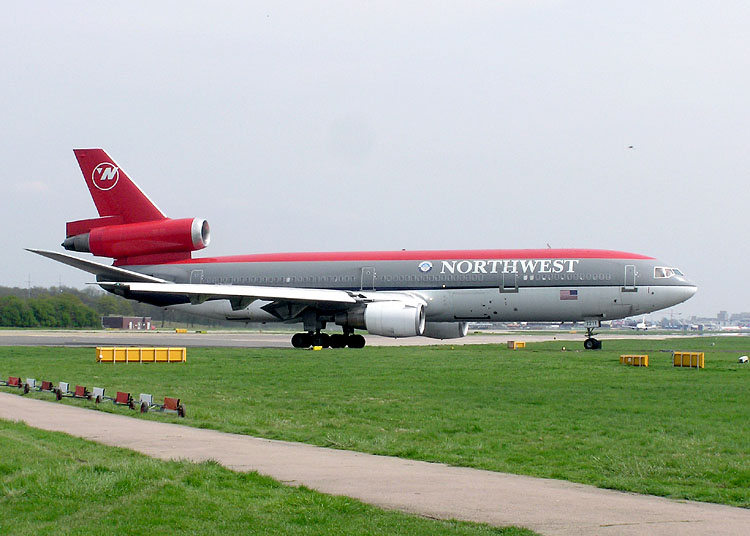
McDonnell Douglas DC-10

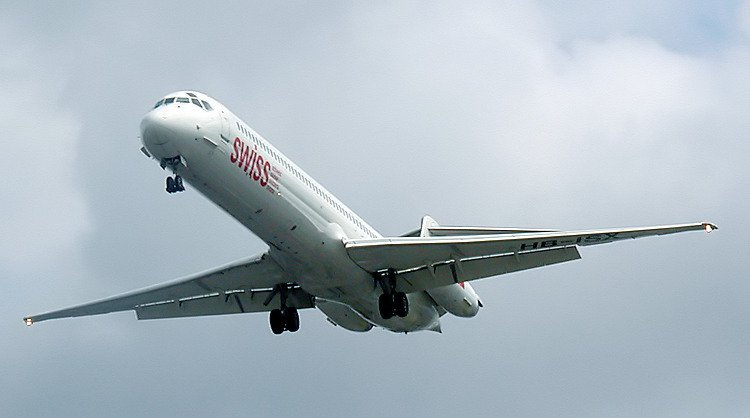
McDonnell Douglas MD-80

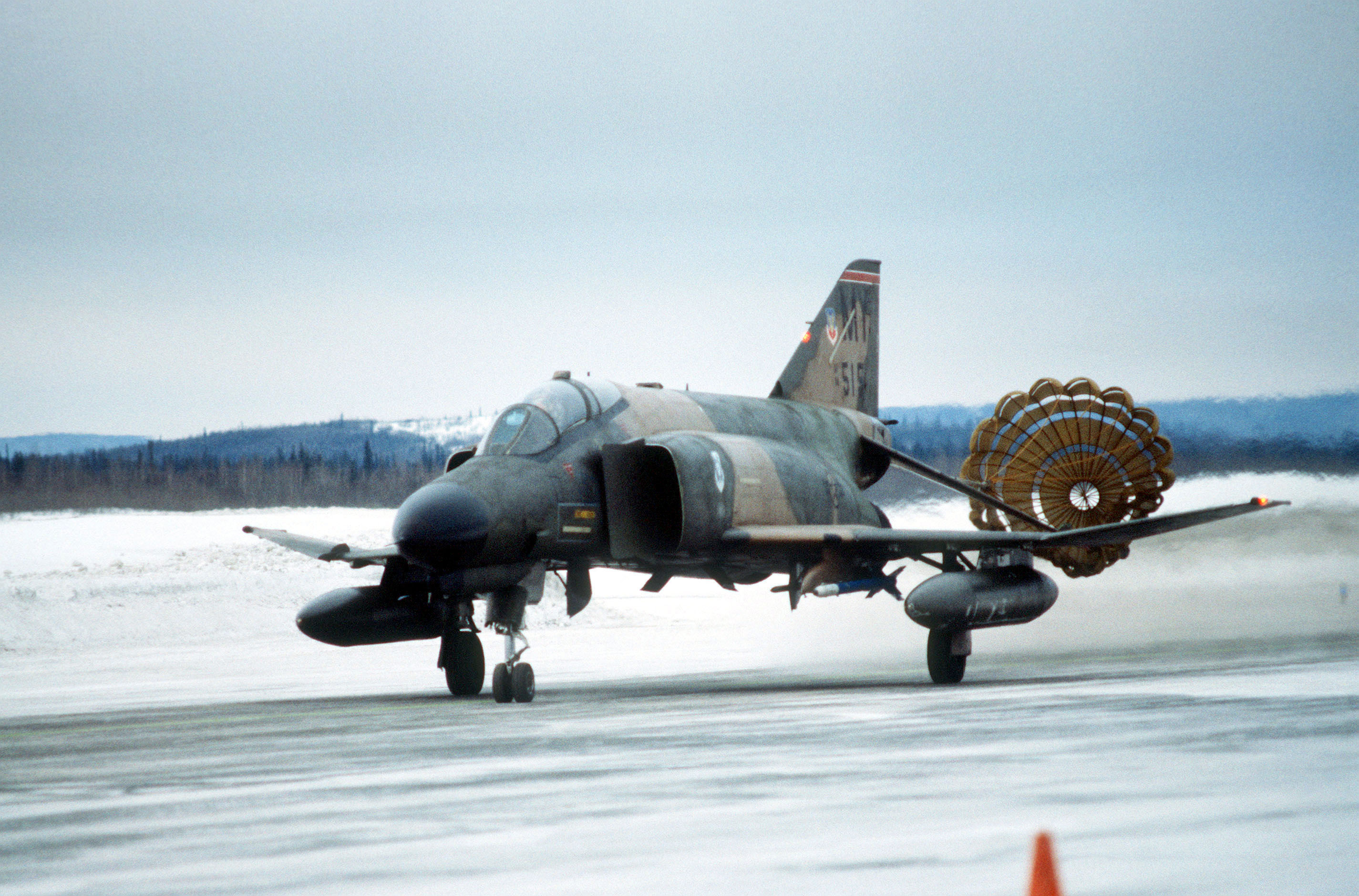
McDonnell Douglas F-4 Phantom II

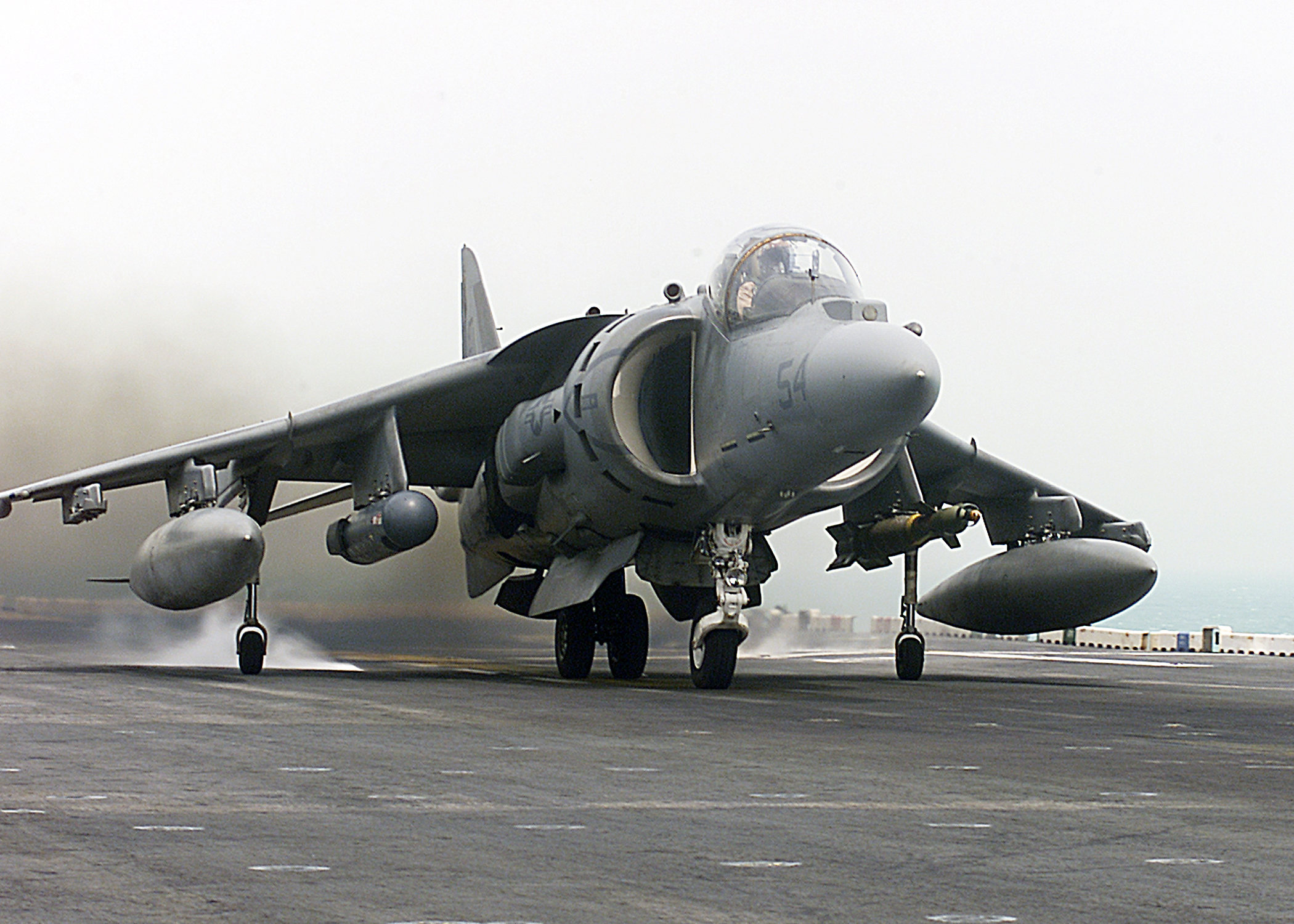
McDonnell Douglas AV-8B Harrier II

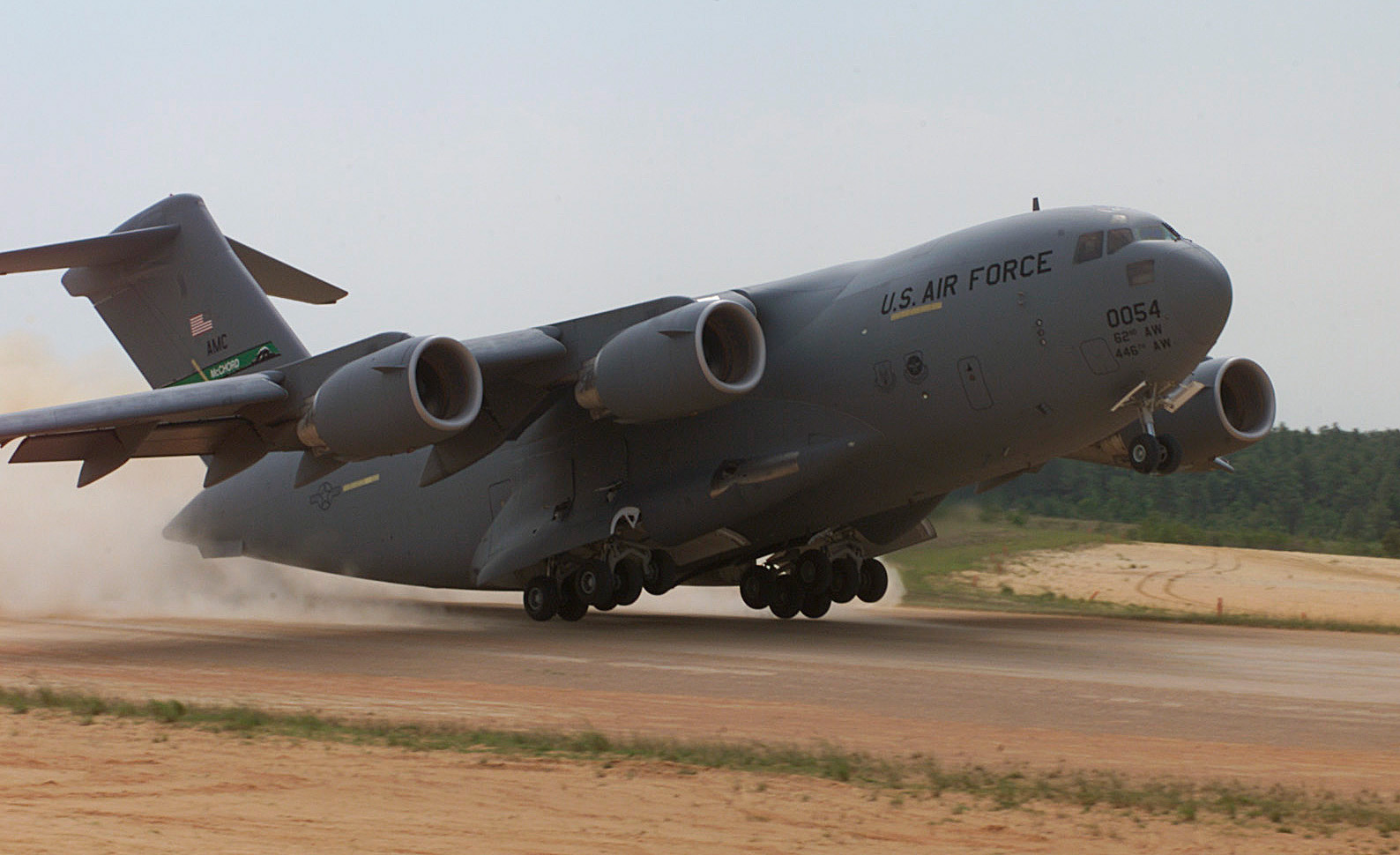
McDonnell Douglas C-17 Globemaster III

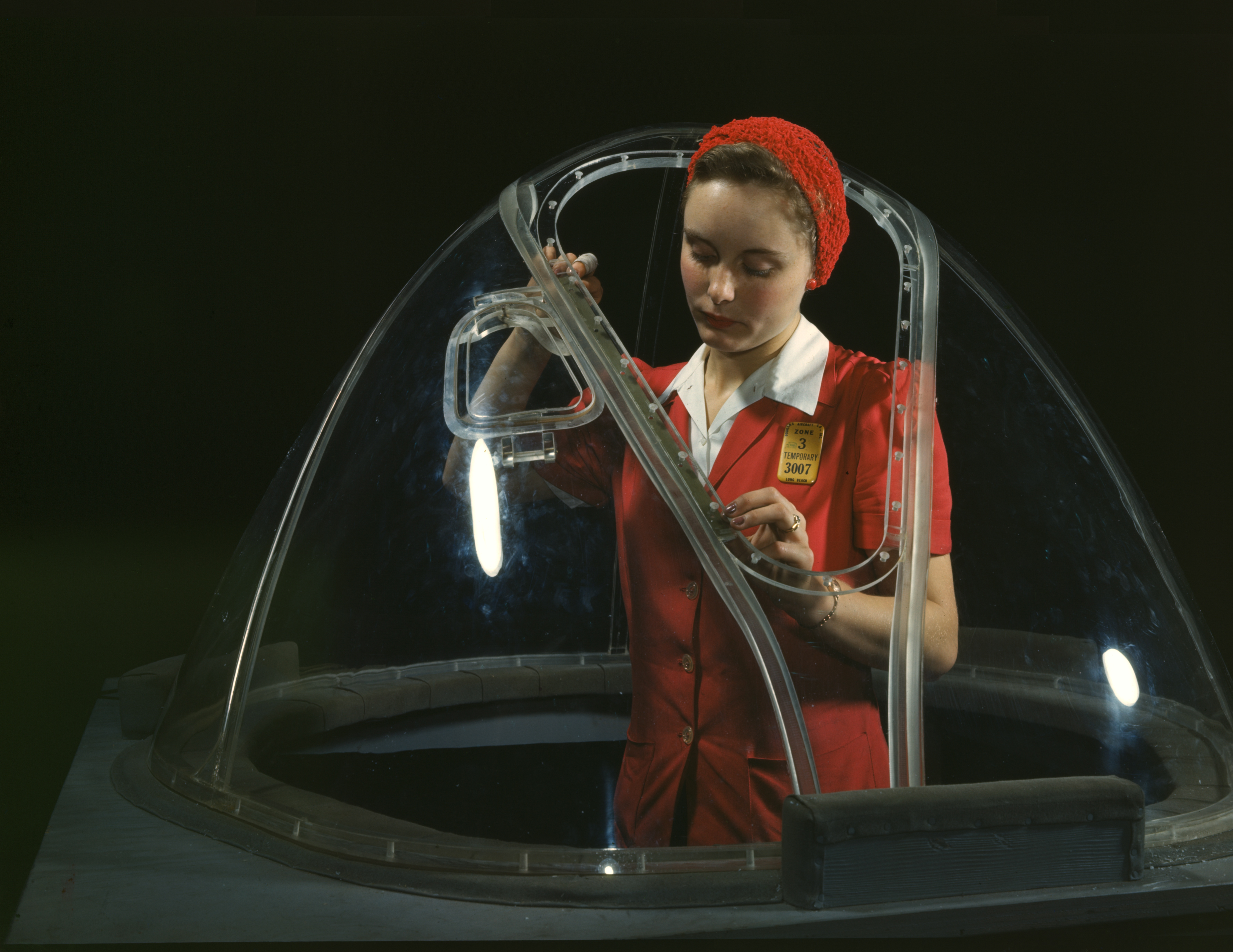
Un'operaia della Douglas Aircraft Company sta completando gli ultimi ritocchi al naso in plexiglas di un B-17F. La fotografia è stata scattata nell'ottobre del 1942.

La compagnia nacque dall'accordo preso da James Smith McDonnell e Donald Wills Douglas. Entrambi erano laureati al MIT ed avevano lavorato per l'industria aeronautica Glenn L. Martin Company.
Douglas era capo ingegnere della Martin prima di lasciare per fondare la propria industria, la Douglas Aircraft Company, all'inizio del 1920 a Los Angeles.
McDonnell fondò invece la J.S. McDonnell & Associates a Milwaukee, Wisconsin, nel 1928 con l'idea di costruire aerei di piccole dimensioni per uso familiare. La depressione economica del 1929 però mise in crisi l'azienda che in seguito fallì. McDonnell quindi andò a lavorare per la Martin, che lasciò nel 1938 per provare di nuovo con una ditta tutta propria, la McDonnell Aircraft Corporation, stavolta basata a St. Louis, Missouri.
La seconda guerra mondiale portò immensi guadagni alla Douglas: vennero prodotti quasi 30.000 aerei dal 1942 al 1945 con una forza lavoro di circa 160.000 persone. Tra i più famosi aerei prodotti c'era il Douglas C-47 Dakota/Skytrain (basato sul modello civile Douglas DC-3), l'A-20 (conosciuto come Boston o Havoc), l'SBD Dauntless e l'A-26 Invader.
Entrambe le aziende si trovarono in difficoltà dopo la fine delle ostilità a causa della fine di ordini governativi e delle ormai eccessive quantità di velivoli in dotazione alle forze armate: entrambe furono costrette a ridurre il proprio personale (la Douglas licenziò quasi 100.000 operai).
La Douglas continuò lo sviluppo di nuovi aerei civili, come il quadrimotore di successo DC-6 (1946) e il DC-7 (1953), ed entrò nell'epoca della propulsione a getto in campo militare producendo l'F3D Skyknight nel 1948 e l'A-4 Skyhawk nel 1951. La ditta costruì anche aerei di linea con motori a jet, tra cui il DC-8 nel 1958, della stessa classe del Boeing 707.
Anche la McDonnell sviluppò aviogetti, realizzando aerei come il FH-1 Phantom, l'F3H Demon, l'F-101 Voodoo e l'F-4 Phantom, impiegati soprattutto dalla marina statunitense. Lo scoppio della guerra di Corea aiutò la McDonnell a divenire una delle principali aziende che producevano aerei da caccia.
Entrambe le aziende volevano entrare nel nuovo mercato dei missili. La Douglas spostò la produzione dei razzi e missili aria-aria a quella di interi sistemi missilistici per la difesa aerea, lo studio che portò poi al programma Nike. La McDonnell realizzò alcuni missili, tra cui l'inusuale ADM-20 Quail, ma continuò la sperimentazione nel campo dei voli supersonici, ricerche che le fecero guadagnare abbastanza esperienza per partecipare ai programmi Mercury e Gemini della NASA. Anche la Douglas ottenne alcuni contratti dalla NASA, tra cui quello per alcune componenti dell'enorme razzo Saturn V.
A quel punto le due aziende erano diventate molto grandi ma non erano esenti da problemi.

## La fusione tra la McDonnell e la Douglas
Entrambe le aziende erano in difficoltà economiche a causa dei costi sostenuti per i rispettivi progetti, e così cominciarono a consultarsi per una eventuale fusione. Le due aziende sondarono il campo nel 1963 e la fusione avvenne ufficialmente il 28 aprile 1967, dando vita alla McDonnell Douglas Corporation. Dave Lewis, il presidente della McDonnell, divenne il presidente della nuova società.
Al tempo della fusione, fu stimato che la Douglas Aircraft Company sarebbe fallita in meno di un anno: a causa degli abbondanti ordini, le consegne del DC-8 e del DC-9 avevano un ritardo sul programma tra i 9 e i 18 mesi, con conseguenti applicazioni delle penali contrattuali da parte delle compagnie aeree. Il nuovo presidente si concentrò sulle vendite del DC-10, in competizione con il Lockheed L-1011 TriStar, e in due anni riuscì a riportare in attivo i conti della società. La gestione di Lewis durò fino al 1981.
La produzione del DC-10 iniziò nel 1968 e la prima consegna avvenne nel 1971. Nel 1977 fu lanciata la serie "Super 80" del DC-9, successivamente chiamato MD-80: fu un programma di grandissimo successo e il primo in cui la produzione era divisa a livello internazionale. L'aereo successivo fu l'MD-11, una versione aggiornata del DC-10; ad oggi è l'unico aereo moderno con tre motori. Dopo il suo annuncio nel 1986 furono venduti 200 esemplari, ma il programma fu abbandonato dopo la fusione della McDonnell-Douglas con la Boeing in quanto era un "concorrente" del Boeing 777.
Nel settore militare, la società produsse l'F-15 Eagle per l'USAF che volò per la prima volta nel 1972 ed entrò in produzione poco dopo.
Nonostante i nuovi prodotti, la produzione totale si ridusse drasticamente dopo una decina di anni dalla fusione e la forza lavoro si ridusse dalle 140.000 persone del 1967 alle 57.000 del 1976.
Nel 1975 la McDonnell Douglas collaborò con la Northrop nel programma di un nuovo aereo da combattimento imbarcato, realizzando l'YF-17. All'YF-17 fu preferito il prototipo che poi portò all'F-16, ma la marina statunitense preferì comunque il progetto della Northrop, che venne ripreso dalla McDonnell Douglas e il cui sviluppo portò all'F/A-18 Hornet. La sua realizzazione fu costosa e complessa, ma oggi è uno dei cacciabombardieri più utilizzati.
Un altro importante progetto è quello dell'AV-8B Harrier II, un aereo da attacco con capacità V/STOL. Fu realizzato in collaborazione con la British Aerospace e la Rolls-Royce ed era basato sull'Hawker Siddeley Kestrel inglese del 1957. La produzione iniziò nel 1981 e ne vennero prodotti più di 340 esemplari.
Il programma dell'A-12, un aereo da attacco stealth destinato a sostituire i Grumman A-6 Intruder, fu avviato in collaborazione con la General Dynamics nel gennaio del 1988, ma fu cancellato nel 1991 per motivi di bilancio (il costo stimato di un singolo esemplare era di 165 milioni di dollari).
Negli anni '80 la crisi dell'aviazione civile fece aumentare i costi per la produzione di aerei di linea, produzione che venne suddivisa grazie a collaborazioni internazionali: alcune parti dell'MD-11 venivano costruite in Italia, Spagna, Giappone, Brasile, Gran Bretagna e Canada.
Nel 1984 la McDonnell Douglas acquistò la Hughes Helicopters, ridenominata poi McDonnell Douglas Helicopters, per 480 milioni di dollari. Il prodotto di punta di questa società era l'elicottero da attacco AH-64 Apache che aveva raggiunto il traguardo di 6.000 esemplari prodotti fino al 1981. Sotto la nuova azienda però lo sviluppo di questo programma subì dei rallentamenti a causa della complessità dei sistemi di bordo e dei problemi al motore e agli strumenti di bordo. Nel 1989 la McDonnell Douglas perse 107 milioni di dollari a causa dei ritardi del programma. Per risolvere i problemi, nel 1990 Thomas Gunn venne messo a capo della divisione elicotteri: decurtò del 20% il personale e introdusse un nuovo tipo di montaggio che migliorò la produttività e il morale, sistemando le cose in un solo anno. La società ereditò dalla Hughes anche il contratto NOTAR (No Tail Rotor, "senza rotore di coda") per rendere più sicuri i rotori di coda degli elicotteri; la certificazione civile fu ottenuta nel settembre del 1991.
Negli anni '80 l'industria aerospaziale vide una fase di forte espansione grazie ai programmi militari dell'amministrazione Reagan, ma dopo il mercato cominciò di nuovo a contrarsi: gli ordinativi di aerei civili videro un netto calo e i programmi spaziali furono tra le prime vittime dei tagli di budget. Con la fine della guerra fredda molte aziende del settore si trovarono in grave crisi a causa di tutti gli ordinativi persi: la McDonnell Douglas subiva pesanti perdite nel settore degli aerei di linea e i ritardi sui programmi militari fecero lievitare i costi. Il numero dei dipendenti, oltre 140.000 nel 1990, cominciò a diminuire rapidamente.
L'ultimo prodotto della società fu annunciato nel 1988: la serie degli MD-90 era una versione allungata dell'MD-80, equipaggiata con i turbofan International Aero Engines V2500, i più grandi motori montati in coda in un aereo commerciale. L'MD-95, un moderno aereo per tratte brevi molto simile al DC-9-30, è stato l'ultimo aereo della McDonnell Douglas ad essere prodotto (con il nome di Boeing 717) dopo la fusione con la Boeing: la linea di montaggio è stata chiusa nel 2006.
Nel 1991 l'azienda ebbe una crisi di liquidità: la crisi del trasporto aereo fece perdere oltre 10 miliardi di dollari alle compagnie aeree statunitensi; i nuovi ordini furono cancellati e le consegne subirono enormi ritardi che obbligarono la McDonnell Douglas a rallentare la produzione dell'MD-11 con conseguenti costi e perdite. A seguito di questa crisi alcune sussidiare vennero vendute, ma i problemi del settore commerciale, che era circa un terzo del volume totale degli affari, rimasero comunque.
Nel 1992 la compagnia annunciò gli studi per un grande aereo di linea a doppio ponte simile all'attuale Airbus A380, denominato MD-12. Nonostante un certo fermento di mercato, tale studio fu percepito semplicemente come un evento per distogliere l'attenzione dal fatto che la McDonnell Douglas stava soccombendo sotto l'intensa pressione della Boeing e dell'Airbus. Nell'ambiente era noto che la società non aveva abbastanza risorse per realizzare un aereo di questa portata, e lo studio venne rapidamente dimenticato senza lasciar traccia. Il concetto fu però riutilizzato dalla Boeing nel suo studio chiamato Ultra-Large Aircraft inteso come sostituto del Boeing 747, ma il solo progetto a doppio ponte realizzato finora è l'A380.
Nel 1993 sembrava che le cose andassero meglio: l'aereo da trasporto C-17 e l'addestratore avanzato T-45 cominciavano ad entrare in servizio, e dall'estero vennero emessi diversi ordini per nuovi caccia. L'USAF emise un ordine da un miliardo di dollari per il razzo Delta, mentre con altri contratti minori si arrivò ad un valore di 100 milioni di dollari. Anche gli MD-90 e MD-95 riscossero un discreto successo, e sembrò che la compagnia riuscisse a rimanere sul mercato.

## L'assorbimento da parte della Boeing
Nel 1996 la Boeing acquistò la divisione Rockwell International della North American Aviation e lanciò un'offerta di acquisto per 13 miliardi di dollari per la McDonnell Douglas. Nel 1997 l'azienda accettò e la nuova società è stata chiamata The Boeing Company.
Tra i motivi principali che indussero la McDonnell Douglas ad accettare l'offerta c'erano i problemi nel settore degli aerei di linea, settore che perdeva terreno rispetto alla Boeing e all'Airbus, l'incertezza nei programmi militari e il fallimento della joint venture cinese per l'MD-12.

## Velivoli prodotti

### Civili Douglas
| Nome    | Tipo                                                            | Note                                                                                | Anno |
| ------- | --------------------------------------------------------------- | ----------------------------------------------------------------------------------- | ---- |
| Dolphin | Aereo anfibio                                                   | Utilizzato principalmente della marina militare                                     | 1931 |
| DC-1    | Il primo aereo di linea realizzato dalla Douglas                | 1 solo esemplare costruito                                                          | 1933 |
| DC-2    | Aereo di linea per rotte brevi                                  | Sviluppato dal Douglas DC-1                                                         | 1934 |
| DC-3    | Aereo di linea per rotte medio-brevi                            | Sviluppato dal Douglas DC-2                                                         | 1935 |
| DC-4    | Aereo quadrimotore di linea-da trasporto per rotte medio-lunghe |                                                                                     | 1938 |
| DC-5    | Aereo di linea per rotte brevi                                  | Solo 12 esemplari costruiti                                                         | 1939 |
| DC-6    | Aereo quadrimotore di linea per rotte lunghe                    | Il primo ad attraversare l'Atlantico senza scalo per rifornimento                   | 1947 |
| DC-7    | Aereo quadrimotore di linea per rotte lunghe                    |                                                                                     | 1953 |
| DC-8    | Aereo quadrimotore di linea-da trasporto per rotte lunghe       | Il primo aereo Douglas dotato di motori turbofan                                    | 1955 |
| DC-9    | Aereo di linea per rotte medio-brevi                            | Successivamente sviluppato come MD-80, MD-90 ed MD-95, infine come 717 dalla Boeing | 1965 |

### Civili McDonnell Douglas
| Nome   | Tipo                                                       | Note | Anno |
| ------ | ---------------------------------------------------------- | --- | ---- |
| DC-10  | Aereo di linea-da trasporto per rotte lunghe               | Sviluppato da un progetto della Douglas                                                                      | 1970 |
| MD-80  | Aereo di linea per rotte medio-brevi                       | Sviluppato dal Douglas DC-9 e realizzato nelle varianti MD-81, MD-82, MD-83, MD-87, MD-88                    | 1983 |
| MD-90  | Aereo di linea per rotte medio-brevi                       | Versione allungata dell'MD-80                                                                                | 1989 |
| MD-95  | Aereo di linea per rotte medio-brevi                       | Ultimo sviluppo del DC-9, prodotto come Boeing 717 dopo l'assorbimento della compagnia da parte della Boeing | 1998 |
| MD-11  | Aereo di linea-da trasporto per rotte lunghe               | Sviluppo del DC-10                                                                                           | 1990 |
| MD-12  | Ipotesi per un aereo di linea per rotte lunghe a due piani | Progetto abbandonato                                                                                         | 1992 |
| MD-94X | Ipotesi per un aereo di linea per rotte medio-brevi        | Progetto abbandonato                                                                                         | 1994 |

### Militari
| Nome                 | Tipo                                          | Note | Anno |
| -------------------- | --------------------------------------------- | --- | ---- |
| F-4 Phantom II       | Cacciabombardiere supersonico                 | Il progetto originale era della McDonnell                                                                                    | 1958 |
| F-15 Eagle           | Caccia da superiorità aerea                   | Esiste anche la versione da attacco al suolo denominata F-15E Strike Eagle                                                   | 1972 |
| C-17 Globemaster III | Aereo da trasporto strategico                 | | 1991 |
| AV-8B Harrier II     | Aereo da attacco al suolo con capacità V/STOL | Realizzato in collaborazione con la BAe per migliorare il progetto originale dell'Harrier                                    | 1978 |
| F/A-18 Hornet        | Cacciabombardiere imbarcato                   | Sviluppato a partire dal prototipo YF-17 della Northrop. Esiste anche la versione aggiornanta denominata F/A-18 Super Hornet | 1978 |
| KC-10 Extender       | Aerocisterna                                  | Sviluppato dal McDonnell Douglas DC-10                                                                                       | 1980 |
| T-45 Goshawk         | Aereo da addestramento                        | Sviluppato insieme alla BAe sulla base del BAe Hawk                                                                          | 1988 |
| AH-64 Apache         | Elicottero d'attacco                          | Realizzato dalla Hughes ma rilevato dalla McDonnell Douglas                                                                  | 1975 |